# جوزف راز
جوزف راز (به انگلیسی: Joseph Raz)، زادهٔ ۲۱ مارس ۱۹۳۹ – ۲ مهٔ ۲۰۲۲) یک فیلسوف حقوق، اخلاقیات و سیاست اسرائیلی بود. او یکی از برجسته‌ترین مدافعین مکتب حقوق ِ تحصّلی بود. جوزف راز استاد فلسفه حقوق بود و به عنوان یک عضو کالج بالیول، آکسفورد و همچنین استاد حقوق در مدرسه حقوق کلمبیا و استاد مهمان در دانشگاه کینگز لندن یا کینگز کالج لندن فعالیت می‌کرد. تعدادی از شاگردان راز، از جمله دو استاد دانشگاه آکسفورد «جان گاردنر» و «لسلی گرین» جزو مهم‌ترین فیلسوفان معاصر حقوق و اخلاقیات به‌شمار می‌آیند.

## زندگی‌نامه
جوزف راز در سال ۱۹۳۹ در فلسطین بریتانیا متولد شد و در سال ۱۹۶۳ با کسب مدرک کارشناسی ارشد حقوق، از «دانشگاه عبری اورشلیم» در اسرائیل فارغ‌التحصیل شد. سپس با استفاده از بورس تحصیلی این دانشگاه به آکسفورد رفت و در آنجا تحت نظر هربرت لیونل آدولفوس هارت به تحصیل در رشته فلسفه (در مقطع دکترا) پرداخت. اما ماجرای این ادامه تحصیل اتفاقی نبود و زمینه آن در طی ملاقاتی که میان جوزف راز و هربرت هارت در یک کنفرانس در اسرائیل صورت گرفته بود، فراهم شد. به نقل از هارت؛ طی این کنفرانس، جوزف راز به نکته‌ای نامفهوم در یکی از استدلال‌های هارت اشاره می‌کند که وی تا آن‌روز بدان توجهی نکرده بوده. این موضوع سبب می‌شود تا هارت به وی پیشنهاد کند برای ادامه تحصیل به دانشگاه آکسفورد بیاید.
در سال ۱۹۶۷ جوزف راز پس از پایان تحصیل در بالیول کالج، آکسفورد، موفق به کسب مدرک دکترا در رشته فلسفه می‌شود. سپس به اسرائیل بازمی‌گردد و به عنوان مدرس به تدریس در دانشگاه عبری اورشلیم در رشته‌های حقوق و فلسفه می‌پردازد و در سال ۱۹۷۱، به مقام مدرس ارشد ارتقا می‌یابد. در سال ۱۹۷۲، جوزف راز مجدداً به بالیول کالج آکسفورد بازمی‌گردد و در آنجا به فعالیت در رشته حقوق ادامه می‌دهد. سپس از سال ۱۹۸۵ تا ۲۰۰۹، به عنوان استاد فلسفه حقوق و سپس به عنوان استاد تحقیقات در دانشگاه آکسفورد مشغول به کار می‌شود. همزمان، از سال ۲۰۰۲، راز به عنوان استاد در دانشکده حقوق دانشگاه کلمبیا در نیویورک فعالیت می‌کند. او همچنین به عنوان استاد مهمان در دانشگاه‌های متعدد دیگری نیز تدریس کرده و به عنوان عضو هیئت تحریریه بر انتشار کتب و مقالات متعددی نظارت می‌کند.
جوزف راز یکی از مهم‌ترین فیلسوفان حقوقی معاصر شناخته می‌شود و نویسنده و مؤلف یازده کتاب است. او اولین کتاب خود «مفهوم نظام حقوقی» را بر اساس تز دکترایش نگاشت. چند سال بعد، کتاب «اخلاقیات و آزادی» او موفق به کسب دو جایزه شد: جایزه کتاب «مکنزی» متعلق به «انجمن مطالعات سیاسی» کشور انگلیس که هر سال به بهترین کتاب در باب علوم سیاسی تعلق می‌گیرد: و جایزه کتاب «الین و دیوید سپیتز» متعلق به «کنفرانس مطالعه اندیشه سیاسی» در نیویورک که هر ساله به بهترین کتاب در زمینه نظریه لیبرال یا دمکراتیک تعلق می‌گیرد.
در سال ۱۹۸۷، جوزف راز برای عضویت در بریتیش آکادمی انتخاب شد. او همچنین موفق به دریافت دو دکترای افتخاری از دانشگاه کاتولیک بروکسل(۱۹۹۳) و کینگز کالج لندن (۲۰۰۹) شد. در سال ۲۰۰۵، جوزف راز موفق به کسب جایزه بین‌المللی برای تحقیقات قضایی «جایزه هکتور فیکز-زمودیو» از دانشگاه ملی مستقل مکزیک شد و در سال ۲۰۰۹، جایزه قائم‌مقامی را از سوی مجمع حقوقی دانشگاه کالج دوبلن دریافت کرد.
پروفسور رز در ۲ می ۲۰۲۲ در لندن درگذشت؛ دانشکده حقوق آکسفورد وی را یکی از فلاسفه حقوق متأخر بزرگ نامید.

## نظریات
نظریات کلیدی در کتب جوزف راز شامل نظریه «هنجارها» (یا نرم‌ها)، نظریه «اقتدار» و نظریه «پوزیتیوسم حقوقی» است. نظریه راز در باب «هنجارها» (یا نرم‌ها) به قواعدی اشاره می‌کند که از آن‌ها به عنوان راهنما برای تعیین رفتار انسان‌ها استفاده می‌شود. این نظریه شامل هنجارها (نرم‌ها) و همچنین سیستم‌های قانونی که دربرگیرنده این هنجارها هستند، می‌شود.
در زمینه «اقتدار»، نظریه راز به قدرتی که قانون در قالب یک سیستم بر روی افراد اعمال می‌کند می‌پردازد و تأکید می‌کند که در یک جامعه قبول قدرت به‌طور عمومی بایستی بر اساس قانون باشد. این نکات به این دلیل حائز اهمیت هستند که در یک جامعه، «قانون» بر زندگی روزمره افراد تأثیر می‌گذارد، چه موافق با آن باشند چه مخالف آن.
جوزف راز در نظریه «پوزیتیویسم حقوقی» خود، به ارتباط میان قانون و اخلاقیات می‌پردازد و ابراز می‌کند که این دو مقوله لازم و ملزوم نیستند. چنانچه یک قانون به صرف غیراخلاقی یا نابرابر بودن، خاصیت قانونی خود را از دست نمی‌دهد. اینجا لازم به تذکر است که «پوزیتیویزم حقوقی» می‌تواند به دو نوع نگرش اطلاق شود. گروهی از حقوقدانان مکتب پوزیتیویسم بر این باورند که قانون نمی‌تواند یا نبایست بر پایه یا با استناد به اخلاقیات وضع شود. گروه دیگر، به مانند جوزف راز، منعی برای ارتباط قانون با اخلاقیات قائل نیستند و تنها بر این نکته تأکید می‌کنند که اقتدار قانون در یک جامعه لزوماً به خاطر همخوانی قوانین با اخلاقیات نیست.
در باب اقتدار قانون، جوزف راز، نخست استدلال می‌کند که دستورات یک شخص صرفاً در صورت اطاعت دیگران دارای قدرت و نفوذ هستند، بنابراین، هر گاه این دستورات منطبق با هنجارهایی باشند که از پیش برای عمل وجود داشته، احتمالاً به میزان بیشتر و با کیفیت بهتری مورد متابعت قرار خواهند گرفت. بر همین اساس و به نحوی کمابیش دقیق‌تر دربارهٔ حقوق نیز می‌توان گفت: قدرت قانون بستگی به این دارد که مخاطبان، قدرت آن را به رسمیت بشناسند. بر این مبنا، بدیهی است که اگر دستورات قانون با دستورات اخلاق همخوان و سازگار باشند، بیشتر و به کیفیت بهتری مورد متابعت قرار می‌گیرند. راز این نظریه را «فرضیه توجیه عادی» می‌نامد.
مطابق این نظر، انطباق یک دستور قانونی بر یک دستور اخلاقی، دستور قانونی را بی‌فایده و زائد نخواهد ساخت و قانون می‌تواند بنا بر داده‌های اخلاقی دارای قدرت شناخته شود، قدرتی که به درجه تأثیر دستور قانونی و کیفیت متابعت مخاطبان بستگی دارد.

## کتابها و مقالات
- مفهوم نظام حقوقی (به انگلیسی: The Concept of a Legal System) (1970; 2nd ed. , 1980))
- اقتدار قانون (به انگلیسی: The Authority of Law) (1979; 2nd ed. , 2009))
- اخلاقیات و آزادی (به انگلیسی: The Morality of Freedom) (1986))
- منطق عملی و هنجارها (به انگلیسی: Practical Reason and Norms) (1975; 2nd ed. , 1990))
- اخلاق در حوزه عمومی (به انگلیسی: Ethics in the Public Domain) (1994; rev. pbk. ed. , 1995))
- استدلال عقلانی (به انگلیسی: Engaging Reason) (1999))
- ارزش، احترام و ضمیمه (به انگلیسی: Value, Respect and Attachment) (2001))
- تمرین ارزش‌ها (به انگلیسی: The Practice of Value) (2003))
- میان قدرت و تفسیر (به انگلیسی: Between Authority and Interpretation) (2009))
- از قانون‌گرایی تا مسئولیت (به انگلیسی: From Normativity to Responsibility) (2011))